# Oploskoffie

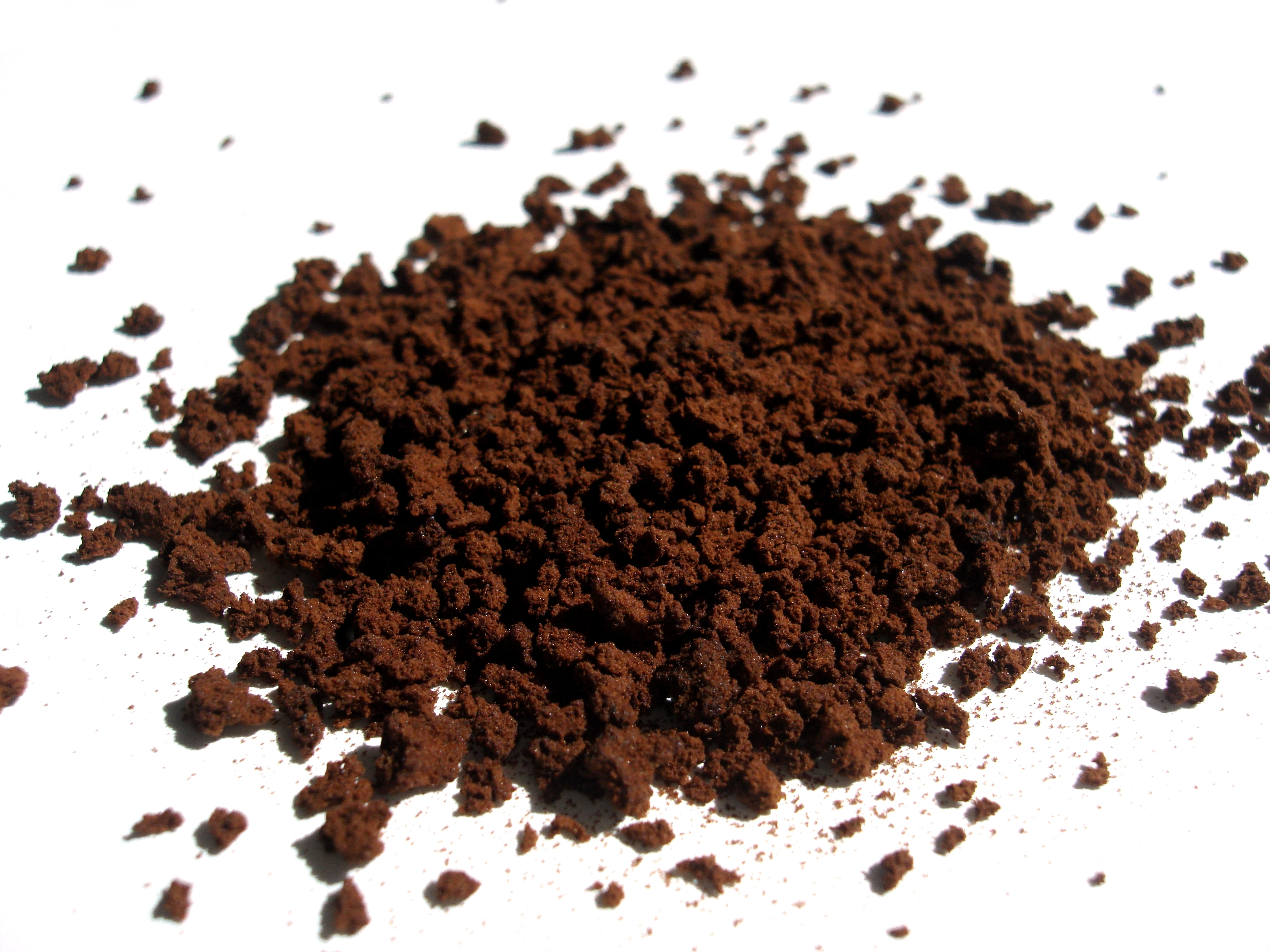
Instantkoffie

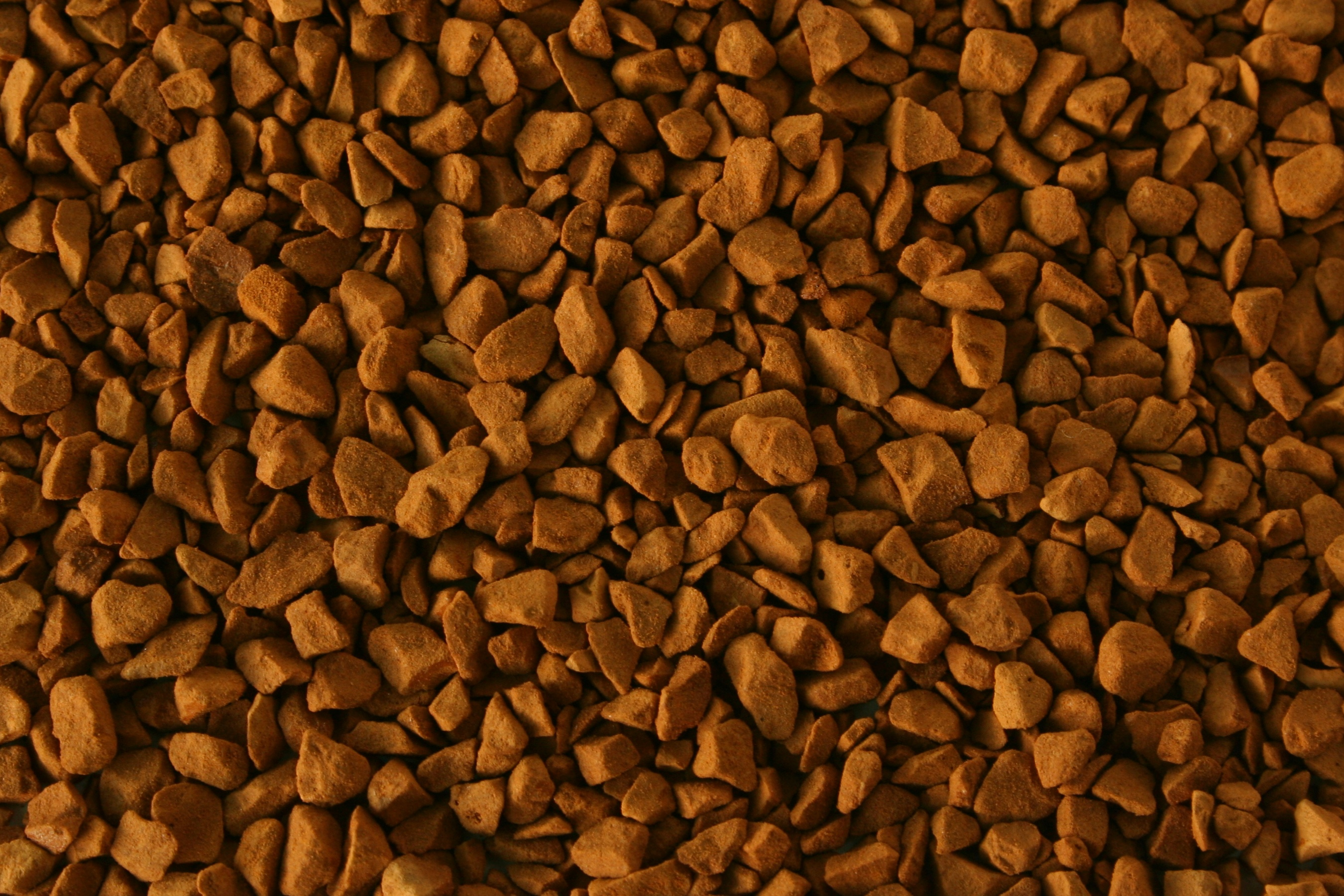
Vriesdroogkoffie

Oploskoffie, of instantkoffie, is koffie in poedervorm.
Het is een gemaksproduct dat het zetten van koffie onnodig maakt en tijd bespaart doordat enkel heet water op de oploskoffie gegoten hoeft te worden. Ook is er geen koffiezetapparaat of koffiefilter nodig. Daarom is oploskoffie ideaal voor op de camping. Er hoeft dan voor het maken van koffie alleen water te worden gekookt op het gasstel.
De smaak was aanvankelijk beduidend anders dan die van verse koffie. Vrijwel alle soorten bestaan ook als décafévarianten. Instantkoffie kan met koud water verwerkt worden tot frappé.
Oploskoffie werd uitgevonden en geoctrooieerd in 1881 door de Fransman Alphonse Allais. In 1890 verkocht David Strang uit Invergill (Nieuw-Zeeland) oploskoffie onder de naam 'Strang's Coffee'. De Japanse wetenschapper Satori Kato, die in Chicago werkte, introduceerde een door hem ontwikkelde poederkoffie in 1901 in de Verenigde Staten. George Constant Louis Washington ontwikkelde kort daarna een eigen oploskoffieproces, en vermarktte dat rond het jaar 1910.
Het proces werd grootschalig verder ontwikkeld door het merk Nescafé, dat haar product in 1938 op de Amerikaanse markt bracht. Na de Tweede Wereldoorlog bereikte de oploskoffie Europa.
Oploskoffie wordt gemaakt van geconcentreerde gezette koffie die, om het water te laten verdwijnen, wordt gesproeidroogd in hete lucht of gevriesdroogd bij −40 °C. Dan ontstaan pure korreltjes koffie die goed kunnen worden bewaard en met heet water of hete melk door opschenken een kop koffie geven. Instantkoffie wordt meestal in glazen potten verkocht, maar er zijn ook portieverpakkingen in de handel.